# George D. Snell
George Davis Snell (Bradford, Massachusetts, 1903. december 19. – Bar Harbor, Maine, 1996. június 6.) amerikai genetikus, immunológus. 1980-ban Baruj Benacerraffal és Jean Daussettel közösen elnyerte az orvostudományi Nobel-díjat a transzplantáció során fellépő szervkilökődésért felelős gének (hisztokompatibilitási gének) felfedezéséért.

## Tanulmányai
George D. Snell 1903. december 19-én született a massachusettsi Haverhill külvárosában, Bradfordban. Apja műszaki érdeklődésű volt, csónakmotorokra vonatkozó szabadalmat is beadott és évekig az YMCA titkári feladatait is ellátta Haverhillben. George három gyereke közül a legfiatalabb volt. Mikor George négyéves volt, a család Brookline-ba költözött és a gyerekek itt jártak iskolába is. Kedvenc tantárgyai a matematika és a természettudományok voltak, de szerette a zenét is; anyja jól zongorázott és sokszor énekeltek közösen a családdal. Felsőfokú tanulmányait 1922-ben kezdte el a Dartmouth College-ben, ahol tanára, John Gerould hatására érdeklődése a genetika felé fordult és miután 1926-ban megszerezte BSc diplomáját, az ő tanácsára a Harvard Egyetemen folytatta tanulmányait. Itt az a William E. Castle volt a témavezetője, aki először kutatta az emlősök mendeli genetikáját. Snell 1930-ban írta meg doktori disszertációját az egerek génjeinek kapcsoltságáról. 

## Munkássága
Snell ezután a Rhode Island-i Brown Egyetemen oktatott, majd 1931-től posztdoktori ösztöndíjjal két évig Herman Muller laboratóriumában dolgozott és a világon elsőként kimutatta, hogy a röntgensugárzás egerekben kromoszómamutációkat okoz. Miután Muller 1932-ben Németországba távozott, Snell rövid ideig a Saint Louis-i Washington Egyetem munkatársa volt, majd 1935-ben csatlakozott a Maine állambeli Jackson Laboratoryhoz, melyet Castle professzor egyik tanítványa, Clarence C. Little alapított 1929-ben. Ekkor ez még csak egy kis, héttagú intézmény volt, de idővel az emlősgenetika kutatásának egyik világszerte elismert központjává vált. Snell egész pályafutása során a laboratórium munkatársa maradt.
A Jackson Laboratoryban Snell folytatta korábbi röntgensugaras munkáját, pontos elemzésnek vetette alá az általa megfigyelt kromoszómák között transzlokációt. A 30-as évek végén más kutatókkal közösen kidolgozta az egérgének nómenklatúráját. 1944-ben kezdett el foglalkozni a szövetátültetés genetikai hátterével. A brit Peter Gorerrel közösen megállapította, hogy a szervkilökődés mögött álló hisztokompatibilitást gének határozzák meg. Felfedezték, hogy nem egy gén, hanem egy géncsalád felelős a szövetek összeférhetőségét meghatározó antigénekért, melyet fő hisztokompatibilitási komplexnek (major histocompatibility complex, MHC) neveztek el (egerekben ez a H-2 komplex). Más kutatók emberben is megtalálták ezt a komplexet és kutatása nagyban hozzájárult a szervátültetések sikeréhez. Snell vezette be a hisztokompatibilitás kifejezést is és alapvető fontosságú kutatásaiért néha az immungenetika atyjának is nevezték.
Snell 1969-ben visszavonult a kutatástól és idejét tudományos, filozófiai és etikai cikkek és könyvek írására fordította. 

## Díjai
George D. Snell 1980-ban (a venezuelai születésű Baruj Benacerraffal és a francia Jean Daussettel megosztva) megkapta az orvostudományi Nobel-díjat "az immunológiai reakciókat szabályozó, genetikailag meghatározott sejtfelszíni struktúrák felfedezéséért". Egyéb elismerései: 
- 1955 az Amerikai Orvostudományi Társulat Hekteon-érme
- 1962 A Bertner Alapítvány díja
- 1967 a Csehszlovák Tudományos Akadémia Gregor Mendel-érme
- 1976 a Gairdner Alapítvány díja
- 1978 a Nemzeti Rákkutató Intézet díja
- 1978 Wolf-díj

Tagja volt az Amerikai Művészeti és Tudományos Akadémiának, az Amerikai Tudományos Akadémiának, a Francia Természettudományi Akadémiának és az Amerikai Filozófiai Társaságnak.

## Családja
George D. Snell 1935-ös Bar Harborba költözése után vette feleségül Rhoda Carsont, akitől három fia született: Thomas, Roy és Peter Snell. Snell rendszeresen sportolt, kedvencei a teniszezés és a síelés voltak.
George D. Snell 1996 június 6-án halt meg Bar Harbor-i otthonában, 92 éves korában. 